# Flugplatz Seitenstetten

i7
i11
i13
Der Flugplatz Seitenstetten (ICAO-Code: LOLT) ist der Flugplatz der Gemeinde Seitenstetten in Niederösterreich.

## Geografie
Der Flugplatz liegt einen Kilometer nördlich des Ortskernes von Seitenstetten im Tal der Url auf einer Höhe von 320 m ü. A. Naturräumlich befindet er sich im Mostviertel.

## Geschichte
Der Flugplatz wurde auf Initiative von Herbert Stelzer in den Jahren 1976/77 errichtet, das Grundstück stellte das Stift Seitenstetten zur Verfügung.

## Flugplatz und Ausstattung
Der Flugplatz ist als Sonderlandeplatz für Luftfahrzeuge aller Art bis 2000 kg MTOW zugelassen. Eine Landung ist nur nach vorheriger Anmeldung möglich (PPR). Der Tower  (Frequenz 123,605 MHz) ist meist von 9:00 bis 20:00  besetzt. Es gibt eine Tankstelle und bei Zwischenlandungen ist ein Ölservice möglich.

## Zwischenfälle
- Am 30. Dezember 2013 verunglückte ein Tragschrauber nach dem Start in Seitenstetten bei Tragwein. Die beiden Insassen wurden in unterschiedlicher Schwere verletzt.[2]
- Am 3. Juli 2015 stürzte ein Segelflugzeug Pilatus PC-11-B4 bei einer Kunstflugübung zur Vorbereitung der großen Flugschau in Seitenstetten in ein Getreidefeld. Der Pilot wurde eingeklemmt und schwer verletzt.[3][4]
- Am 18. August 2016 stürzte ein Gyrocopter aus dem Innkreis in der Nähe von Seitenstetten auf ein Hausdach. Der Pilot wurde verletzt, das Fluggerät zerstört.[5]

## Verkehr
Eine Gemeindestraße erschließt den Flugplatz zu der einen Kilometer südlich verlaufenden B 122 hin. Der ÖPNV bedient den Flugplatz nicht direkt. Der nächste Bahnhof ist St. Peter-Seitenstetten an der Westbahn.